# Перон, Эва
Мари́я Э́ва Дуа́рте де Перо́н (исп. María Eva Duarte de Perón, также Эвита (Evita); 7 мая 1919, Лос-Тольдос — 26 июля 1952, Буэнос-Айрес) — аргентинская актриса и политический деятель, первая леди Аргентины, вторая жена 29-го президента Хуана Перона.

## Детство и юность
Мария Эва Дуарте родилась 7 мая 1919 года в местечке Лос-Тольдос провинции Буэнос-Айрес. Она была младшей из пяти внебрачных детей Хуана Дуарте (1872—1926), владельца небольшой скотоводческой фермы, потомка французских басков, и его служанки Хуаны Ибаргурен (1894—1971), происходившей из бедной семьи испанских басков.
В 12 лет Эва, неосторожно присев у котла с кипящим оливковым маслом, получила сильнейшие ожоги лица и рук. Вызванный к девочке доктор сказал, что, скорее всего, у неё останутся чудовищные шрамы, однако когда через месяц бинты были сняты, врачи удивились. Лицо и руки были покрыты белоснежной здоровой кожей, без единого рубца.

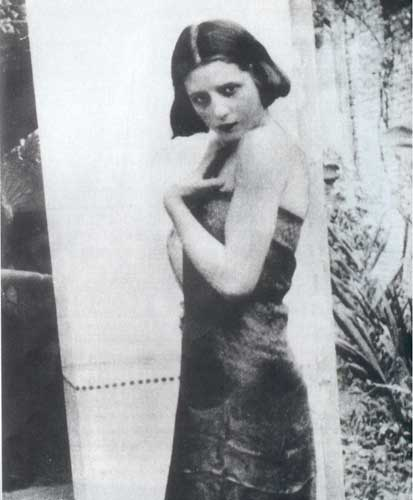
Эва Дуарте в возрасте 15 лет. Фотография 1935 года

В 1926 году Дуарте погиб в автомобильной аварии, после чего жизнь Хуаны и детей резко изменилась. Законная супруга с детьми, принадлежавшие к богатому помещичьему клану, предъявили права на наследство, и «побочная семья» лишилась дома. Хуана сумела устроиться с детьми в соседнем городке Хунине. Несмотря на унизительное в глазах многих положение «безмужней вдовы», Хуана смогла найти трем старшим дочерям обеспеченных мужей «из общества», а сына определить на военную службу в столицу. Младшая же дочь, с большим опозданием окончив начальную школу, объявила, что хочет уехать в столицу и стать актрисой.
Она так и сделала, в январе 1935 года уехав на поезде в Буэнос-Айрес. Мария стала работать в небольшой актёрской труппе, выступавшей в небольших столичных театрах и гастролировавшей в других городах, — таких коллективов в те годы в столице было множество. Уже в марте 1935 года она дебютировала в крошечной роли в столичном театре «Комедия». Профессионально Мария Эва Ибаргурен, или Эва Дуарте, как она стала себя именовать на сцене, никогда и ничему не училась, не посещала никаких курсов актёрского мастерства. Высот актёрского мастерства она так никогда и не достигла. Между тем она стала работать моделью в рекламном бизнесе, где она добилась заметных успехов. Некоторые журналы, в том числе писавшие о театре и кино (например, «Синтония», «Антена» и др.), стали время от времени помещать на обложках её фотографии.

## Актриса
Большой удачей для Эвы стало заключение в 1938 года контракта на рекламу по радио продукции известной компании «Гереньо», производившей мыло. Эва начала работать в качестве диктора, но мечтала о радиотеатре. В 1939 году Эва организует первую актёрскую группу для работы над коротким радиоспектаклем.
С 1941 года она оставляет сцену и полностью сосредоточивается на радиопостановках и радиорекламе. Имя молодой актрисы радиотеатра Эвы Дуарте становится всё более известным, её фотографии всё чаще появляются на обложках иллюстрированных журналов — к уже упоминавшимся выше можно добавить «Радиоландию» и «Гьон». Эва также получает несколько небольших ролей в кино.
Успешным для карьеры Эвы Дуарте на радио стал 1943 год, когда журнал «Антена» анонсировал новый проект радиоканала «Бельграно» при поддержке фирмы «Гереньо». Он предполагал постановку радиосериала «Героини в истории» с Эвой в качестве ведущей актрисы. Цикл радиопьес, замысел которых принадлежал самой Эве, включал спектакли об известнейших женщинах — императрицах, королевах, актрисах (Жозефине, Екатерине II, Александре Фёдоровне, Анне Австрийской, леди Гамильтон, Саре Бернар, Элеоноре Дузе и других).

## Встреча и начало отношений с Хуаном Пероном
1943 год стал важным и в личной жизни Эвы. Тогда она впервые услышала о полковнике Хуане Пероне. Именно он был инициатором и организатором военного переворота, но до поры до времени оставался в тени, занимая скромный пост главы созданного им секретариата труда. Уже в конце 1943 года Перон и Эва Дуарте могли встретиться. Известно, что Перон, заинтересованный в популяризации своей социальной политики, неоднократно посещал радио «Бельграно», где работала Эва. Однако в воспоминаниях Перон сообщает, что их знакомство состоялось в январе 1944 года, когда Эва в составе группы артистов была приглашена на официальную встречу по организации сбора средств в помощь жертвам землетрясения в Сан Хуане. В свою очередь, позже Эва в многочисленных выступлениях и автобиографической книге, опубликованной в 1951 году, называла знакомство с Пероном «волшебным днём», который стал началом её «настоящей жизни». Действительно, встреча и любовная связь с Пероном сильно изменили жизнь молодой актрисы.
В 1944 году по его инициативе — Эва стала диктором новой политической радиопередачи «Навстречу лучшему будущему», выходившей в эфир на канале «Бельграно» несколько раз в неделю. Программа пропагандировала деятельность секретариата труда и его руководителя.
Тогда же Эва начала сотрудничать с секретариатом как председатель нового профсоюза работников радио.
Когда Перон стал министром обороны и вице-президентом — её положение на канале ещё более упрочилось, её оклад достиг рекордной суммы в 35 тыс. песо.

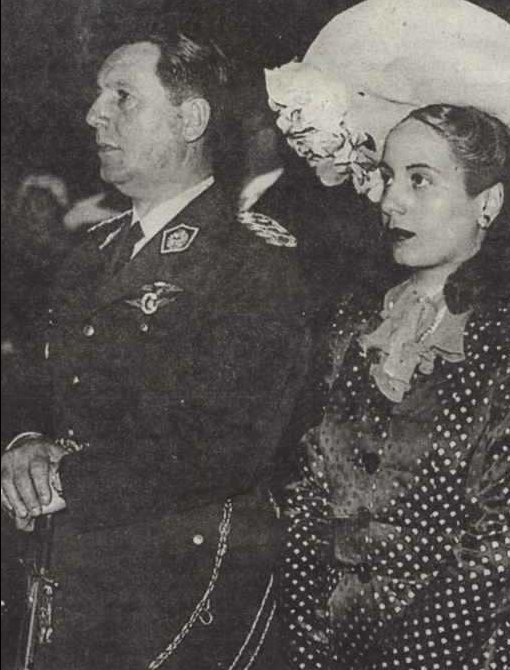
Эва Дуарте и Хуан Перон в 1945 году

В начале 1945 года Эва впервые получила предложение сняться в главной роли в фильме «Расточительница». Перон лично посещал съёмки, которые благодаря щедрому финансированию были обставлены с большой помпой.
Перон открыто появлялся со своей молодой подругой, шокируя коллег-офицеров связью с актрисой. Благодаря её ходатайству Ф. Муньос Аспири, автор текстов к «Героиням в истории», возглавил одно из подразделений отдела пропаганды при президенте страны, а О. Николини получил назначение на должность главы ведомства связи и коммуникаций. Это усугубило противоречия между Пероном и армейскими чинами, которые и так уже были напуганы ростом его популярности среди рабочих.
В начале октября 1945, под давлением группы офицеров-заговорщиков власти были вынуждены арестовать Перона.
17 октября 1945 года вошло в историю Аргентины как дата «освобождения Перона народом» и возникновения перонистского движения. В этот день тысячи рабочих и их семьи собрались на Майской площади Буэнос-Айреса перед президентским дворцом, требуя «вернуть полковника». Распространённое представление, согласно которому Эвита участвовала в организации этих массовых выступлений (как это представлено в мюзикле Эндрю Ллойда Уэббера «Эвита», по которому снят известный фильм с Мадонной в главной роли), не соответствует действительности: в это время она ещё не занималась политикой и не обладала никаким влиянием.
Сами же перонисты обычно преувеличивают место Эвы в событиях октября 1945 года. Это объясняется тем, что Перон, стремясь подчеркнуть «спонтанность» народной поддержки, неоднократно писал, что в те дни именно она возглавила «безрубашечников» и вместе с профсоюзами направила выступления рабочих. На самом деле Эва в то время была почти неизвестна в рабочей среде и, несмотря на всю свою энергию, могла действовать лишь как «подруга полковника». Даже выступление освобождённого Перона перед «безрубашечниками» она слышала только по радио.

## Замужество и выход на политическую сцену
После 17 октября 1945 Перон начал подготовку к президентским выборам, о проведении которых было объявлено. 22 октября 1945 года Эва и Перон поженились. Так было исполнено обещание, данное им в дни ареста. С этого времени Эва полностью оставила работу в кино и на радио и постепенно вошла в штаб ближайших помощников Перона. Сначала её роль была невелика, но очень скоро она становится всё более заметной. Перон и сам стремился вовлечь её в политическую борьбу. Ему казалось выигрышным, что рядом с кандидатом в президенты находится жена, олицетворяющая возросшую роль женщины в современном мире. К тому же, он намеревался включить аргентинских женщин в политическую жизнь страны, предоставить им право голоса. В Эве он видел подходящую кандидатуру для агитационной работы в женской среде. Позднее роль и влияние Эвы в перонизме существенно возросли. Это породило безосновательное утверждение, что она с самого начала целенаправленно стремилась к лидерству, хотела оттеснить Перона на второй план, и только болезнь и ранняя смерть помешали ей сделать это. Эва была энергичной женщиной, обладавшей задатками организатора, но по отношению к Перону она всегда занимала подчинённое положение. Перон и без Эвы был и остался политиком, имевшим собственные взгляды и стиль. Она же действовала в соответствии с его рекомендациями, была его ученицей, говорила его языком. Это подтверждают тексты всех без исключения её речей, в которых она, по образному выражению Сильвии Сигал и Элисео Верона, авторов книги о дискурсивных особенностях перонизма, «умудрилась не произнести ни одного собственного слова».
Первые публичные политические выступления Эвы относятся к концу 1945 — началу 1946 года. Вместе с Пероном и его штабом она совершила несколько поездок по стране, посетив множество городов. Присутствие жены кандидата в президенты на встречах с избирателями стало новым явлением в Аргентине. Короткие речи Эвы были адресованы в основном женщинам-работницам. Эва удачно копировала найденный Пероном ораторский стиль, обращенный к чувствам слушателей, а не к их рассудку. Она уверяла аргентинцев в своей и Перона любви и верности народу, называла себя «товарищем Эвитой». Но основная масса населения имела низкий уровень образования, а Эве и её слушателям была свойственна особая эмоциональность аргентинского (и шире — иберийского) характера.
На президентских выборах в феврале 1946 года Перон одержал убедительную победу. Эва стала первой леди Аргентины. Её социальный статус резко изменился. По положению она теперь принадлежала к элите аргентинского общества. Близость к Перону увеличивала её влияние. Он обсуждал с ней важные назначения. Так, с её одобрения, их личный врач, Рикардо С. Гуардо, стал председателем палаты депутатов конгресса, а в 1948 года бывший охранник Хосе Эспехо был назначен генеральным секретарём Всеобщей конфедерации труда (CGT). Доходные должности получили её родственники и знакомые. Брат Хуан стал личным секретарём Перона, мужья старших сестёр — Арриета, Альварес Родригес и Бертолини — получили соответственно посты сенатора, председателя Верховного суда и директора Центральной таможни. Николини сохранил за собой ведомство связи, Муньос Аспири вошёл в штат её помощников, занимаясь написанием и редактированием речей.

## Героиня в политическом театре
Перонизм как движение популистского типа мог существовать только при наличии тесной эмоциональной связи между лидером и массой. Однако обязанности президента не позволяли Перону так же часто, как раньше, выступать перед рабочими. Эва взяла на себя ответственную и трудную роль связующего звена, особого «посредника» между Пероном и его «безрубашечниками», облечённого доверием самого вождя. Летом 1946 года она начала посещать предприятия и выступать перед рабочими. Помощь беднякам стала одним из важнейших направлений её деятельности. В борьбе за влияние в этой сфере возник конфликт между Эвой, представлявшей интересы правительства, и Благотворительным обществом, отражавшим мнение оппозиции. Нежелание дам-аристократок избрать жену президента почётным председателем общества привело к скорой развязке — в сентябре 1946 декретом исполнительной власти общество было закрыто, а его имущество конфисковано в пользу государства. Взамен был создан Фонд социальной помощи под руководством Марии Эвы Дуарте де Перон.
Официально Эва не занимала никаких государственных должностей. Однако уже в 1946 году она вела приём граждан в министерстве труда (бывшем секретариате), обосновавшись в старом кабинете Перона. Отныне контакты рабочих с лидером движения должны были осуществляться через неё как его личного представителя. В министерстве Эва вела профсоюзно-политическую и социальную работу, по несколько раз в неделю принимая всех, кто нуждался в срочной помощи или хотел передать просьбу президенту. Вначале она была довольно осторожна и официальна. Её сестра Эрминда рассказывает, что Эва старательно запоминала поставленные рабочими вопросы, консультировалась с Пероном, а уже потом давала просителям ответ. Позже она стала принимать многие решения самостоятельно. В сентябре 1946 Эва появилась в конгрессе, где потребовала от председателя палаты депутатов Р. Гуардо ускорить принятие закона об избирательных правах женщин.
Место, которое Эва заняла в политической и общественной жизни, не соответствовало тогдашним представлениям аргентинцев о роли женщины, даже если она супруга президента. Кроме того, отношение к ней во многом определялось идейным противостоянием между перонистским большинством и оппозицией. Оппозиция видела в социально-политической деятельности, развёрнутой женой президента, манёвр, нацеленный на укрепление режима личной власти Перона. Эти опасения во многом были обоснованы, так как Перон сочетал умеренные социальные реформы с ограничением конституционных прав и свобод, а Эва ему активно помогала.

## «Радужный тур»
В начале 1947 года возникла перспектива поездки Эвы в Европу. Инициатива исходила от правительства Испании — режим Франко, попавший после Второй мировой войны в дипломатическую изоляцию, нуждался в срочном налаживании международных экономических связей. Аргентина же, финансовое положение которой в годы войны улучшилось, была готова оказать Испании помощь в виде крупного займа. Перон не меньше Франко был заинтересован в расширении дипломатических контактов с другими государствами, так как созданный им фактически диктаторский режим вызывал отчуждённость и неприязнь во многих странах, особенно в США и пострадавшей от фашизма Европе. Перон боялся покидать Аргентину, опасаясь, что в его отсутствие оппозиция активизируется. Поэтому, в конце концов, было решено, что вместо него в Европу отправится Эва, но её поездка будет носить неофициальный характер. Перон надеялся, что «европейское турне» жены станет рекламой его внутренней политики и обеспечит международное признание режима.
Официальная пропаганда представляла визит Эвы как эпохальное событие. Однако в правительственных кругах Европы Эву не воспринимали как дипломата или посла. За исключением Испании, где она была встречена с королевскими почестями, в других странах — Италии, Франции и особенно Швейцарии, Португалии, Ватикане и Монако, согласно дипломатическому протоколу, ей был оказан обычный приём как супруге главы государства, не более того. «Радужный тур» продолжался с 6 июня по 22 августа 1947 года. В ходе визита, а также по пути в Европу и обратно Эва встретилась с известнейшими политическими, общественными и религиозными деятелями. В их числе были Салазар и Франко, папа Пий XII (не проронивший во время её приёма ни слова), государственный секретарь США Дж. Маршалл, президенты: В. Ориоль (Франция), Э. Ди Никола (Италия), О. Кармона (Португалия), Ф. Эттерс (Швейцария), Г. Дутра (Бразилия), Л. Батле Беррес (Уругвай), а также главы правительств, среди них Де Гаспери (Италия) и Ж. Бидо (Франция), министры иностранных дел всех упоминаемых стран и т. д.

## «Две головы перонизма»
Хотя «радужный тур» и не достиг намеченных целей, в Аргентине он был использован для придания Эве имиджа крупного государственного деятеля. Благодаря кампании безудержного захваливания, развёрнутой в её отсутствие, Эва вернулась на родину лидером национального масштаба, почти равным Перону. С конца 1947 года и до самой смерти Эва занимала второе после Перона место в государстве. О повышении статуса Эвы в перонистском движении и государстве свидетельствовало то, что 17 октября 1948 года она уже наравне с Пероном обратилась к рабочим с речью с балкона президентского дворца. Начиная приблизительно с этого времени Эва стала подписывать документы укороченным именем — не Мария Эва Дуарте де Перон, а просто Эва Перон. Тем самым она подчёркивала ещё большую, чем раньше, близость к Перону, а может быть, и равенство с ним. Даже её внешний облик постепенно меняется. Высокие причёски с локонами и женственные платья с рюшами и бантами сменяются гладко зачесанными волосами, уложенными в пучок, и строгими английскими костюмами. Эва превратилась в Эвиту — любимицу «безрубашечников». Так её стали называть перонистские массы.

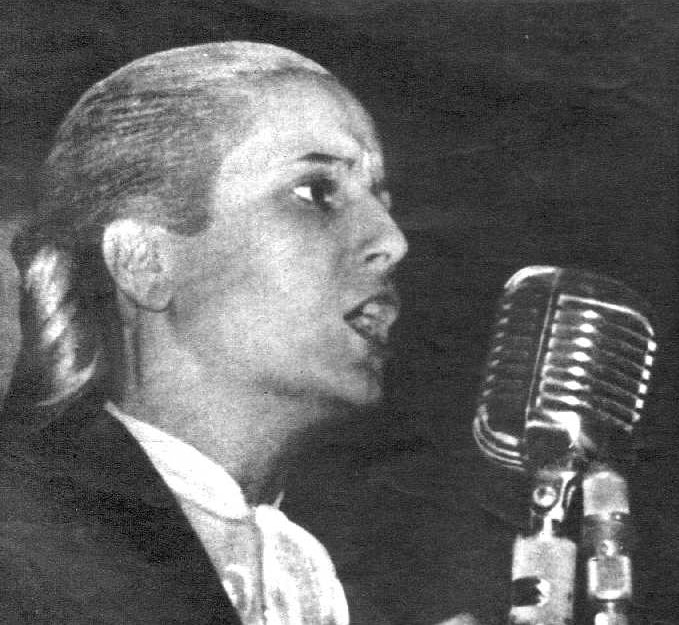
Выступление Эвиты. Фотография 1950 года

В сентябре 1947 года конгресс принял закон о предоставлении женщинам избирательных прав. Согласно закону голосование было обязательным, за что его критиковала оппозиция. Обязательность голосования означала намерение перонистского руководства использовать закон для расширения своего электората на будущих выборах. Организационное оформление женского перонистского движения завершилось к лету 1949 года. 26 июня под председательством Эвы прошла его первая учредительная ассамблея. Несколько дней спустя Эва Перон была официально провозглашена президентом женского крыла перонистской партии (РР). Это подтверждает, что с самого начала женское движение, руководимое ею, преследовало не феминистские, а чисто политические цели.
Эффективность работы Эвы как политического руководителя и организатора была наглядно продемонстрирована в 1951 году, когда Перон был вторично избран на пост президента, получив на 10 % голосов больше, чем в 1946 году. Наряду с другими факторами росту его электората способствовало то, что из 3,8 млн впервые голосовавших женщин в поддержку Перона высказалось более 2,4 млн.
Деятельность Эвиты не отдалила массы от Перона. Наоборот, она укрепляла эту связь, будучи его женой и действуя от его имени. По существу, два харизматических лидера составляли единую команду и действовали по принципу «Перон управляет, Эва представляет». С культом Перона креп и культ Эвиты. Уже при жизни перонисты называли её символом социальной справедливости — хустисиализма. Она имела многочисленные титулы: «знаменосица угнетённых масс», «надежда и страж революции», «щит Перона», «полномочный представитель», но предпочитала «мост любви между Пероном и народом». Эти титулы не были простыми риторическими выдумками, созданными перонистской пропагандой или ей самой. Они являлись адекватными той роли, которую Эвита играла в перонистском движении.

## Фонд «Эва Перон»
Созданный в 1946 году благотворительный фонд получил юридическое оформление летом 1948 года. Согласно уставу он представлял собой общественную организацию, существовавшую на добровольные пожертвования. Однако средства фонда складывались, помимо этого, из отчислений от проведения национальной лотереи, доходов казино, а также каждой первой прибавки к зарплате рабочих и служащих, получаемой при перезаключении трудовых соглашений. Фонд привлекал также деньги профсоюзов (отчисления в размере зарплаты рабочих и служащих за 17 октября и 1 мая), частных лиц и предприятий. Судить о степени добровольности этих сборов трудно. Известны случаи, когда на этой почве возникали конфликты между рабочими и руководством профсоюзов и CGT. Имеются также косвенные свидетельства того, что и на предпринимателей оказывалось давление.
Годовой бюджет фонда, составлявший в 1948 году всего около 30 тысяч долларов, вскоре возрос в 1952 году до 500 миллионов. Очевидно, хотя фонд и считался общественной организацией, он пользовался государственной помощью и ресурсами. Так, например, в ряде министерств (здравоохранения, транспорта и т. д.) были созданы специализированные секретариаты, которые помогали фонду, например, госпитализировали больных или предоставляли необходимые транспортные средства. При строительстве своих объектов фонд прибегал к прямой финансовой поддержке государства, использовал предоставляемые им возможности и льготы.

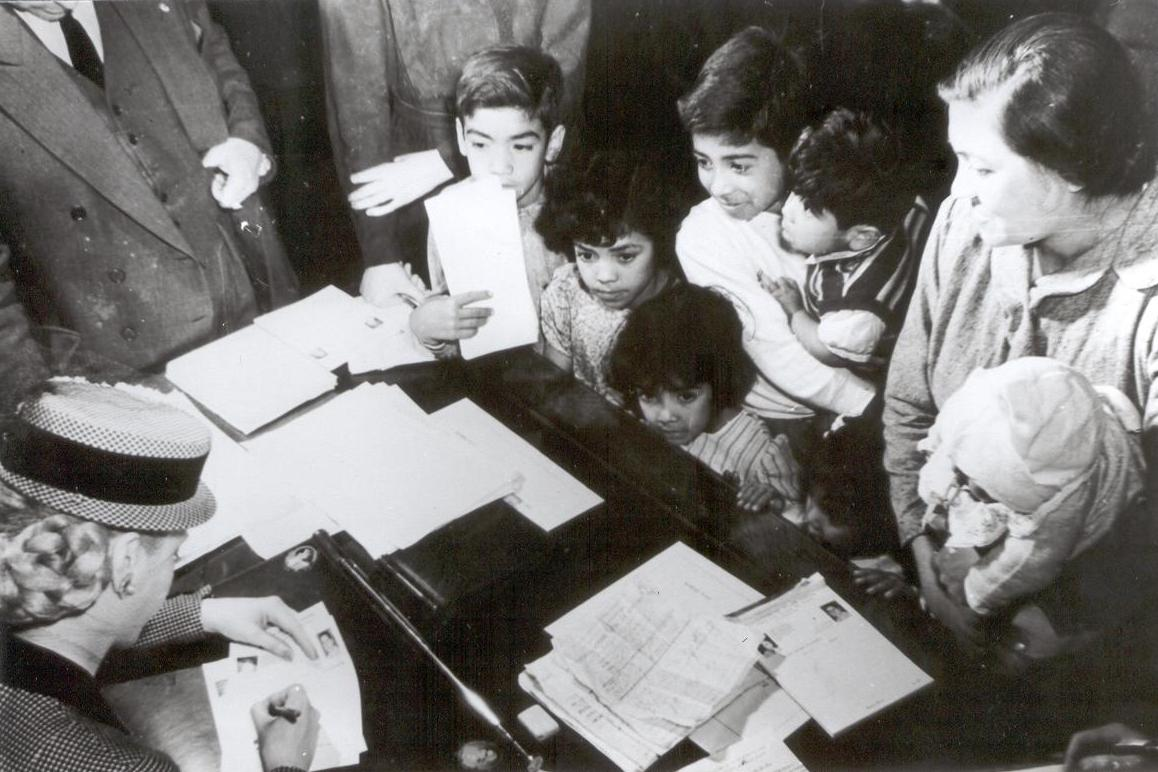
Эвита в своём благотворительном фонде встречается с детьми

Целью фонда являлось оказание срочной помощи беднейшим слоям населения, не охваченным государственным или профессиональным социальным обеспечением. В отличие от обычной частной благотворительности эта деятельность осуществлялась в общенациональных масштабах и приобретала черты государственной политики.
Основные направления деятельности фонда «Эва Перон» были следующие: строительство бесплатных больниц, поликлиник, приютов для стариков и бездомных, временного жилья для рабочих, интернатов для детей-сирот и т. д.; финансирование общенациональных программ: школьный туризм и экскурсии, летний отдых школьников, спортивно-оздоровительные мероприятия для детей и юношества (например, бесплатное посещение футбольных матчей для детей моложе 12 лет, создание бесплатных секций по футболу и проведение общенациональных молодёжных футбольных соревнований «Эвита» с вручением ценных призов), санитарно-гигиенические мероприятия в школах, раздача новогодних подарков детям, бесплатная выдача учебников, одежды, обуви, сладостей детям-сиротам; раздача товаров повседневного спроса малоимущим (продукты питания, одежда, обувь, посуда, швейные машины, детские коляски, велосипеды, приданое новорожденным и т. д.); личный приём граждан, нуждавшихся в срочном разрешении материальных проблем (поиск работы, жилья и т. д.), обработка писем от населения с аналогичными просьбами (более 10 тыс. писем ежедневно); помощь по линии фонда нуждающимся в других странах.
О масштабах деятельности фонда могут свидетельствовать некоторые цифры. В 1948—1952 гг. по его инициативе в различных районах страны было построено около 30 прекрасно оборудованных больниц и 20 детских садов и интернатов. Велось широкое строительство начальных школ и жилья для рабочих. Число мест в больничных стационарах выросло с 8 до 20 тыс. В работу спортивных секций было вовлечено 500 тыс. детей. В дни рождественских праздников детям раздавалось до 4 млн подарков. Хотя фонд располагал примерно 70 тыс. штатных и внештатных работников, Эва несколько раз в неделю вела личный приём граждан, продолжавшийся по многу часов. Работа фонда «Эва Перон» была отмечена специальной благодарностью ООН и наградами Ватикана.
В деятельности фонда были и крупные недостатки. Главный из них — отсутствие контроля за поступавшими и расходуемыми средствами. Бывшие работники фонда вспоминают, что не существовало ни бухгалтерских книг, ни записей прихода и расхода, ни отчётов. Это должно было неизбежно приводить к использованию части его финансов не по назначению. Что касается многочисленных слухов о причастности самой «авторитарной правительницы» к расходованию средств фонда в личных целях, то они ни разу не подтвердились. Однако не вызывает сомнения, что деятельность фонда имела политическую подоплёку и использовалась для укрепления культа Хуана и Эвы Перон.

## Болезнь и смерть
Эва была одной из важнейших опор перонистского режима. Это стало особенно ясно в 1951—1952 гг., когда правительство столкнулось с ухудшением экономического положения и обострением социальных конфликтов.
Несмотря на признаки болезни, впервые давшей о себе знать уже в январе 1950 года, Эва продолжала напряжённо работать. В преддверии президентских выборов 1951 года она совершила ряд агитационных поездок по стране. Её выступления транслировались по радио. Все речи Эвиты этого периода исключительно эмоциональны, страстны, даже экзальтированны: Перон в них представлен судьбоносным для Аргентины человеком, «способным защитить завоевания рабочих от любых попыток их отнять». Её авторитет в перонистском движении был в это время исключительно высок.

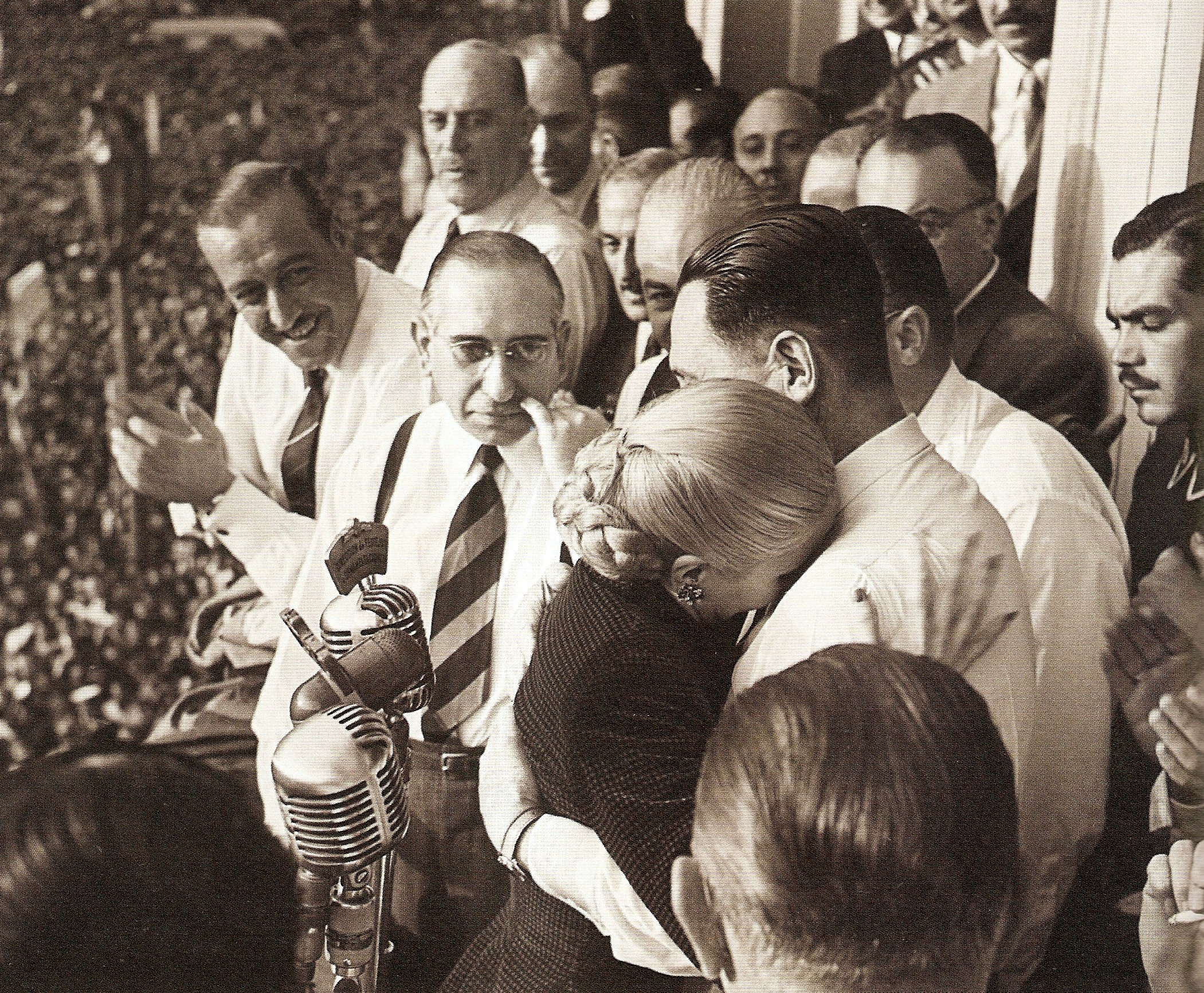
Эвита и Перон на балконе президентского дворца во время митинга 17 октября 1951 года

Об этом свидетельствует обращение к Эве в мае 1951 года CGT и женского отделения РР с просьбой дать согласие на выдвижение её кандидатом в вице-президенты. Однако противодействие армейского руководства, не желавшего видеть на этом посту женщину, и главное, болезнь Эвы помешали осуществлению этого плана. Под давлением военных Хуан Перон вынужден был отклонить её кандидатуру. Правда, после инаугурации Перона в июне 1952 года его жене был дан символический титул «Духовного лидера нации».
В ноябре 1951 года Эва перенесла операцию, не приведшую к выздоровлению. Она скончалась 26 июля 1952 года (в возрасте 33 лет) от рака матки. Её тело было забальзамировано и выставлено на всеобщее обозрение до 1955 года, когда её муж был свергнут во время путча. В 1957 году тело Эвиты было перевезено в Милан и похоронено под именем Мария Маджи де Маджистрис.
В 1971 году тело Эвы было эксгумировано и перевезено в Мадрид к её мужу Хуану где находилось в его же резиденции. Позднее Хуан Перон вернулся из изгнания назад в Аргентину и вновь стал президентом в 1973 году, умерев в 1974 году (его сменила третья супруга, Исабель Мартинес де Перон, пытавшаяся подражать публичному образу Эвы).
После его смерти тело Эвиты было перевезено назад в Аргентину и вскоре окончательно похоронено в семейном склепе родственников её отца Дуарте (несмотря на её незаконное происхождение).
В 2011 году нейрохирург из Йельского университета Дэниел Э. Нидженсон изучил рентгеновские снимки и фотографии черепа Перон и заявил, что Перон, скорее всего, подверглась префронтальной лоботомии в последние месяцы жизни, «…чтобы облегчить боль, возбуждение и беспокойство, которые она испытывала в последние месяцы своей болезни».

## Эвита в истории

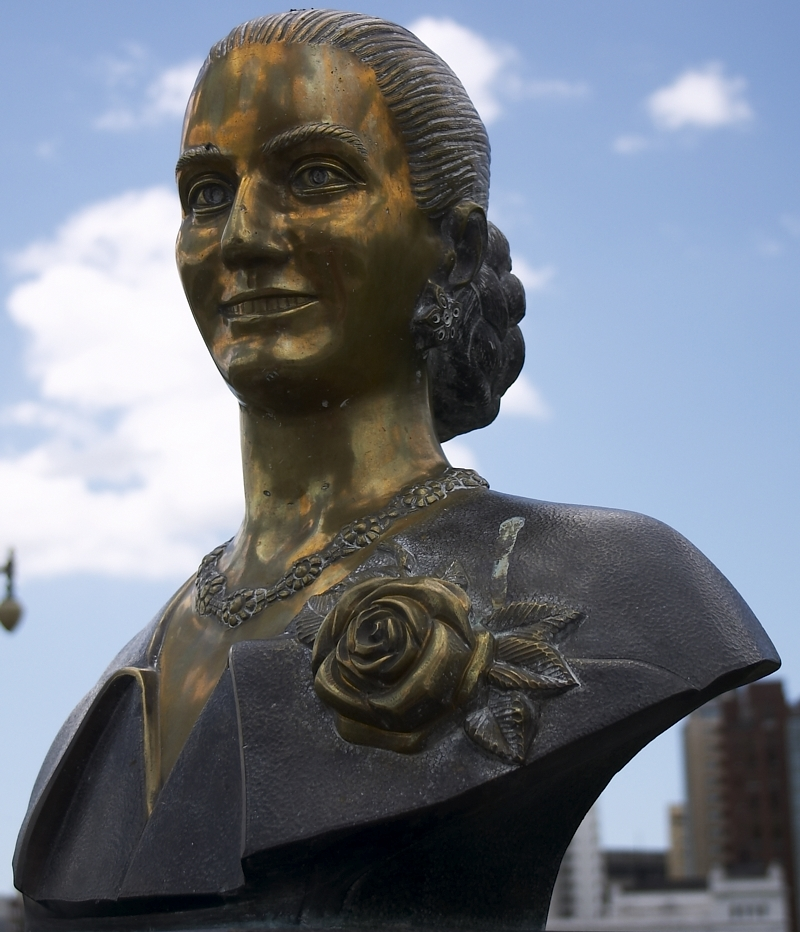
Бюст Эвы Перон в Ла-Плате

Даже сейчас, много лет спустя, образ этой женщины порождает споры. Её короткая, но яркая жизнь и сегодня остаётся предметом полемики между приверженцами идей «перонизма» и их противниками. По мнению первых, жизнь и общественная деятельность Эвиты достойны восторгов и почитания, по мнению вторых, заслуживают осуждения и критики. Сама Эвита, наряду с Че Геварой, остаётся кумиром левой молодёжи в Южной Америке.
Другой взгляд на Эву обнаруживается у тех, кого, независимо от политических убеждений, объединяет критическое отношение к политике. Не отрицая высокого места Эвы в аргентинской истории XX века, они предлагают задуматься над рядом «трудных» вопросов. Например, можно ли считать «революционеркой» и «знаменосицей бедняков» жену диктатора, красовавшуюся в нарядах от Диора и увешанную драгоценностями, могла ли благотворительность, осуществляемая Эвитой, привести к реальному улучшению жизни трудящихся или она являлась скрытой формой экспроприации частных и расходования государственных средств с целью подкупа электората? Как относиться к тому, что жена президента открыто вмешивалась в государственные дела и якобы ради «интересов народа» добивалась назначения на важные и прибыльные должности «своих людей», в том числе и своих родственников. Эвиту иногда негласно упрекали в том что в молодости она подрабатывала проституткой и фотомоделью для порножурналов и после прихода к власти она якобы распорядилась уничтожить все обличающие её фотографии.

## Память

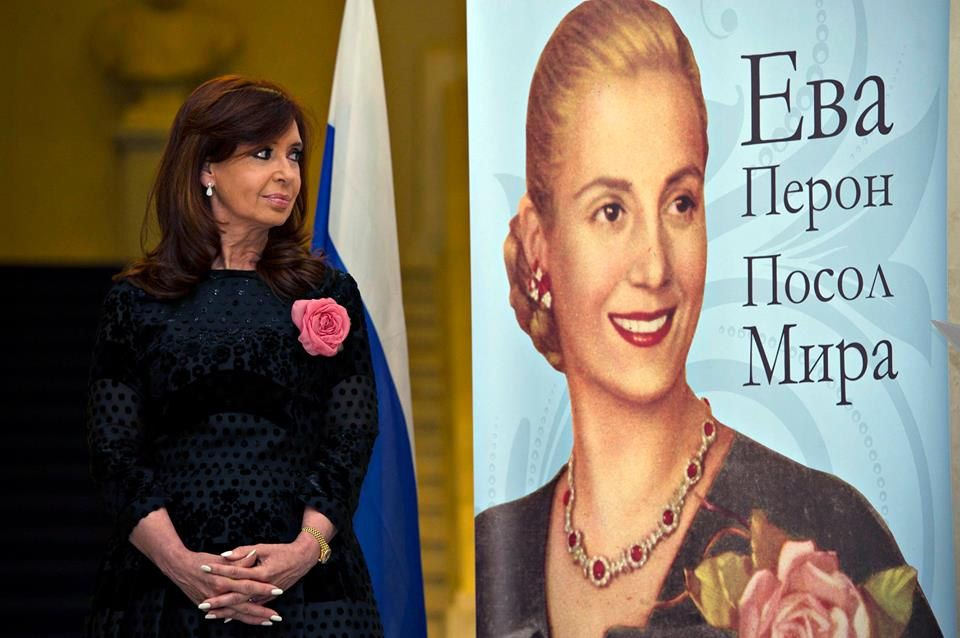
Кристина Киршнер на посвящённой Еве Перон выставке, проходившей в Государственном историческом музее в Москве в 2015 году.

Памятная банкнота 2012 г. 100 песо Государственного банка Аргентины.
- «Эвита» — мюзикл Эндрю Ллойда Уэббера и Тима Райса.
- Эвита — типичный астероид главного пояса, который был открыт в 1948 году аргентинским астрономом Мигелем Ицигсоном.
- Город Сьюдад-Эвита в аргентинской провинции Буэнос-Айрес.
- «Подобье» (El simulacro, 1957) — микрорассказ Х. Л. Борхеса

## Киновоплощения
- «Маленькая мама» / Little Mother (1973) — совместный фильм ФРГ-Югославия-США. В роли Кристиана Крюгер / Christiane Krüger.
- «Эвита Перон» (1981) — биографический фильм. В главной роли Фэй Данауэй.
- «Evita, quien quiera oir que oiga» (1983). В роли Флавия Палмьеро / Flavia Palmiero
- «Эвита» (1996) — фильм Алана Паркера, основанный на одноимённом мюзикле. В главной роли Мадонна.
- «Эва Перон: правдивая история» / «Eva Peron: The True Story» (1996) Аргентина. В роли Эстер Горис / Esther Goris.
- «Ева и Виктория» (2011) Аргентина. В роли Андреа дель Бока.
- «Жуан и Ева» / Juan y Eva (2011) Аргентина. В роли Джульетта Диас / Julieta Díaz.
- «Письмо Эве» / Carta a Eva (2012) Испания. В роли Джульетта Кардинали / Julieta Cardinali.
- «Эва не спит[фр.]» — фильм Пабло Агуэро[фр.] 2015 года (Аргентина—Франция—Испания). В роли Сабрина Мачи / Sabrina Machi.
- «Святая Эвита» — аргентинский сериал 2022 года, в роли Эвы Перрон Наталия Орейро.